# Chelidura guentheri
Espèce
Statut de conservation UICN

 NE  : Non évalué
Chelidurella guentheri est une espèce de dermaptères de la famille des Forficulidae.

## Aire de répartition
Cette forficule possède une distribution européenne. Elle se rencontre en Allemagne, en France, au sud de la Norvège, aux Pays-Bas, en Pologne et en République tchèque,.

## Taxinomie
Cette espèce a été décrite pour la première fois en 1994 par le naturaliste Antonio Galvagni.

## Publication originale
- (it) Antonio Galvagni, « Chelidurella guentheri specie nuova dell'Europa centrale e della Norvegia Sud-orientale (Insecta, Dermaptera, Forficulidae », Atti Accademia roveretana degli Agiati, Classe di Scienze Matematiche Fisiche e Naturali, 7e série, vol. 3, no B,‎ 1994, p. 347-370.